# Mermaid vs Sailor
Mermaid vs Sailor è il primo EP della cantautrice britannica Marina and the Diamonds, pubblicato il 23 novembre 2007.

## Antefatti e pubblicazione
La cantante ha intrapreso la propria carriera nel mondo della musica all'età di 18 anni, quando ha cominciato a presentarsi alle audizioni per dei ruoli in musical in scena a Londra, sua città di residenza. Nonostante avesse partecipato a diverse audizioni, non è mai riuscita ad ottenere una parte e ha pertanto cominciato a comporre musica da sé, producendo demo con il software GarageBand sul suo computer portatile. In questo periodo impara a suonare la tastiera, strumento dominante nei brani di Mermaid vs Sailor. Dopo aver portato a termine alcune registrazioni, ha deciso di raccoglierle e sottoporle all'attenzione di diverse etichette discografiche, con la speranza di ottenere un contratto discografico.
Mermaid vs Sailor è stato pubblicato il 23 novembre 2007 attraverso il profilo ufficiale Myspace di Marina. Era acquistabile sia in download digitale che in CD-R autoprodotti dalla cantante stessa. Stando alle dichiarazioni di quest'ultima, sarebbero state prodotte e confezionate all'incirca 70 copie fisiche dell'EP. Il disco veniva distribuito all'interno di una busta di plastica trasparente ricoperta di adesivi, fiocchetti e con delle caramelle.
Sul proprio profilo Myspace, la cantante si autodefiniva come una "artista indie con obiettivi pop". Le sue fonti di ispirazione, a quel punto della sua carriera, erano artiste come Gwen Stefani e Britney Spears. In ogni caso, essa si distingueva da queste artiste utilizzando uno stile melodico e vocale unico su brani glam pop e ballate.

## Accoglienza
L'EP ha ricevuto recensioni positive dalla critica. Rick Fulton di Daily Record ritiene che il progetto abbia garantito una vasta esposizione a Marina come artista e che ciò l'abbia aiutata ad affermarsi.
Angie Bhandal di Music Bloggery ha definito l'EP un lavoro incantevole che ha fin da subito rivelato "qualcosa della sua musica di cui le etichette discografiche vogliono un pezzo".
Nel 2008, un anno dopo la pubblicazione di Mermaid vs Sailor, Marina ha firmato un contratto discografico con la 679 Recordings, una sussidiaria dell'etichetta Warner Music Group. La popolarità del suo profilo Myspace e del suo primo EP l'ha portata ad essere notata da Derek Davies, capo della Neon Gold Records, che ha lavorato con la cantante per un periodo di sei mesi, procurandole anche un ingaggio come artista di apertura di alcuni concerti del cantante australiano Gotye.

## Tracce
Testi e musiche di Marina Diamandis.
1. Seventeen – 2:40
2. Horror Pop – 3:57
3. Hermit the Frog – 3:39
4. Daddy Was a Sailor – 3:15
5. Simplify – 2:34
6. Plastic Rainbow – 4:07

Durata totale: 20:12